# Kozłowszczyzna (rejon oszmiański)
Kozłowszczyzna (biał. Казлоўшчына; ros. Козловщина) − wieś na Białorusi, w obwodzie grodzieńskim, w rejonie oszmiańskim, w sielsowiecie Holszany.

## Historia
W czasach zaborów wieś w gminie Holszany, w powiecie oszmiańskim, w guberni wileńskiej Imperium Rosyjskiego. W 1866 roku w 13 domach zamieszkiwało 106 osób. W 1905 roku wieś liczyła 94 mieszkańców, 137 dziesięcin, zaścianek 13 mieszkańców, 50 dziesięcin. Zaścianek był własnością Wielbuta.
W latach 1921–1945 wieś i osada leżały w Polsce, w województwie wileńskim, w powiecie oszmiańskim, w gminie Holszany.
W 1931 wieś w 24 domach zamieszkiwało 138 osób, osadę w 5 domach 29 osób.
Wierni należeli do parafii rzymskokatolickiej w Holszanach. Miejscowość podlegała pod Sąd Grodzki w Holszanach i Okręgowy w Wilnie; właściwy urząd pocztowy mieścił się w Holszanach.
W latach 1978 – 1997 w sielsowiecie Siemierniki.
Urodził się tu Uładzimir Adaszkiewicz – białoruski agronom, działacz państwowy i polityk, deputowany do Izby Reprezentantów Zgromadzenia Narodowego Republiki Białorusi III i IV kadencji;